# Snösläde

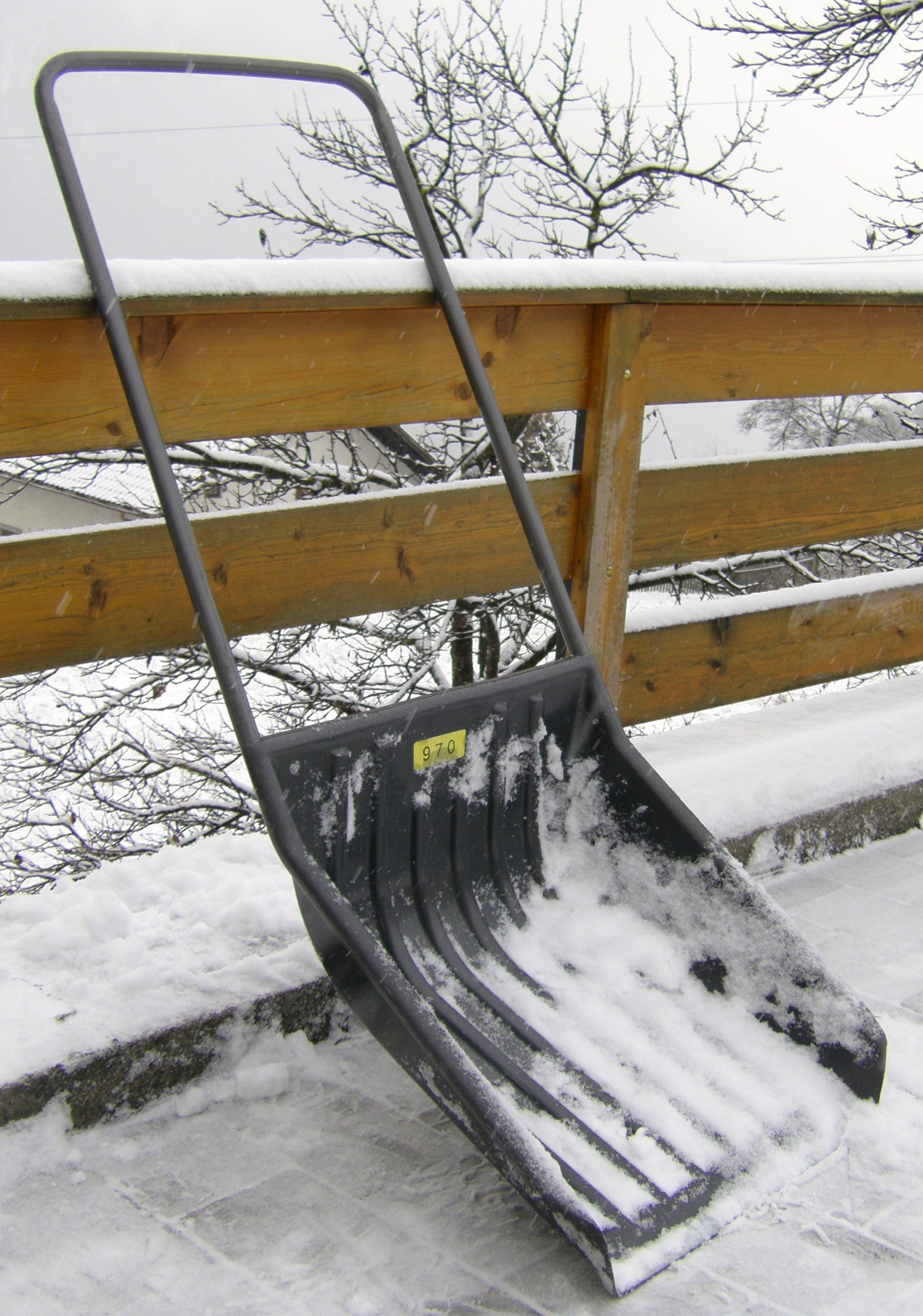
Snösläde

En snösläde  är ett verktyg för snöröjning, som kan beskrivas som en bred och djup snöskyffel som tar en stor mängd snö i ett enda lass. 
Redskapets flak är vinklat så att det kan glida över snön medan man skjuter på det tvåhandsfattade handtaget, exempelvis uppför en snöhög eller ned i ett dike och tippas av där. Den fullastade slädens tyngd och handtagets utformning gör att verktyget svårligen kan lyftas över snön. Varianter med tippbart flak förekommer. 
Redskapet kallas även för snöbjörn, snöräv (Norrbotten), snöstyra (Västerbotten/Ångermanland), snölasse (Medelpad), snöåka/snöskjuta (Hälsingland), snöförare (Åretrakten), snöskotta (svenska Österbotten) och snöskuff (Åland). Begreppet snöräv förekommer även som beteckning på snösläde, men åsyftar ofta en takräv, det vill säga en konstruktion bestående av plastmatta och metallram för att hyvla av snö från tak. Snösläde ska heller inte sammanblandas med snöraka och snöskovel, som har rakt handtag och mindre djup skopa.